# Cyprinodon labiosus
Cyprinodon labiosus là một loài cá trong họ Cyprinodontidae. Nó là loài đặc hữu của México.

#### Index
- Thể loại: Cyprinodon (Pupfish)